# Долина (Хвастовицький район)
Долина (рос. Долина) — присілок в Хвастовицькому районі Калузької області Російської Федерації.
Населення становить 46 осіб. Входить до складу муніципального утворення Селище Єленський.

## Історія
Від 2004 року входить до складу муніципального утворення Селище Єленський

## Населення
| 2002 | 2010 |
| ---- | ---- |
| 63   | ↘46  |